# Paralimna poecila
Paralimna poecila är en tvåvingeart som beskrevs av Wirth 1956. Paralimna poecila ingår i släktet Paralimna och familjen vattenflugor.
Artens utbredningsområde är Zimbabwe. Inga underarter finns listade i Catalogue of Life.